# ناو کلاس بدیشا
کروزر کلاس بدیشا (به انگلیسی: Boadicea-class cruiser) یک کلاس از کشتی است که طول آن ۳۸۵ فوت (۱۱۷٫۳ متر) می‌باشد.